# Cadena submarina Hawaii–Emperador
La cadena submarina Hawaii–Emperador és una serralada majoritàriament submarina a l'oceà Pacífic que arriba sobre el nivell del mar a Hawaii. Està composta per l'arxipèlag hawaïà, formada de les Illes Hawaii al nord-oest fins a l'atoló de Kure, i les muntanyes submarines de l'Emperador: junts formen una vasta regió de muntanyes submarines d'illes i intervenen fons marins, atols, fons, bancs i esculls al llarg d'una línia, tendint del sud-oest al nord-oest a l'oceà Pacífic nord. La cadena subterrània, que conté més de 80 volcans submarins identificats, s'estén uns 6,200 quilometres (3,900 mi) des de la Fossa de les Aleutianes a l'extrem nord-oest del Pacífic fins al fons marí de Loʻihi, el volcà més jove de la cadena, que es troba a uns 35 quilometres (22 mi) al sud-est de l'Illa de Hawaii.

## Regions
La cadena es pot dividir en tres subseccions. El primer, l'arxipèlag hawaià (també conegut com les illes de Windward), que consta de les illes que comprenen l'estat dels Estats Units de Hawaii. Com que és la més propera al punt de partida, aquesta regió volcànicament activa és la part més jove de la cadena, amb edats que van des dels quatre-cents mil anys fins als 5,1 milions d'anys. L'illa de Hawaii es compon de cinc volcans, dels quals tres (Kilauea, Mauna Loa, i Hualalai) estan encara actius. El volcà Haleakalā, a l'illa de Maui també és actiu. La muntanya submarina Loihi continua creixent a alta mar de l'illa de Hawaii, i és l'únic volcà conegut en la cadena en l'etapa d'escut.
La segona part de la cadena està formada per les illes hawaianes del nord-oest, denominades col·lectivament les illes Leeward, els constituents dels quals tenen de 7.2 a 27.7 milions d'anys d'antiguitat. L'erosió ja fa temps que ha superat l'activitat volcànica en aquestes illes, i la majoria són atols, illes d'atols i illes extingides. Contenen molts dels atols més al nord a la Terra; l'atoló Kure, d'aquest grup, és l'atol més septentrional de la Terra. El 15 de juny de 2006, el president dels Estats Units, George W. Bush, va publicar una proclamació creant el Monument Nacional de Marina de Papahānaumokuākea en virtut de la Llei de les Antiguitats de 1906. El monument nacional, destinat a protegir la biodiversitat de les illes hawaianes, engloba totes les illes del nord, i és una de les àrees protegides més grans del món. La proclamació limita el turisme a la zona, i reclamava la retirada de la pesca el 2011.
La part més antiga i la més erosionada de la cadena són els fons marins de l'Emperador, de 39 a 85 milions d'anys d'antiguitat. Les cadenes Emperador i Hawaii formen un angle d'uns 120 graus. Aquesta flexió es va atribuir durant molt de temps a un canvi relativament sobtat de 60° en la direcció del moviment de la placa, però les investigacions realitzades el 2003 suggereixen que va ser el moviment del punt de sortida propi, cosa que va provocar la flexió. El tema encara està en debat acadèmic. Tots els volcans d'aquesta part de la cadena han desaparegut des de fa molt de temps sota el nivell del mar, convertint-se en muntanyes submarines i atols. Molts dels volcans reben el nom d'antics emperadors del Japó. La cadena subterrània s'estén del Pacífic Oest a la Fossa de les Kurils, una zona de subducció a la frontera de Rússia.

## Formació

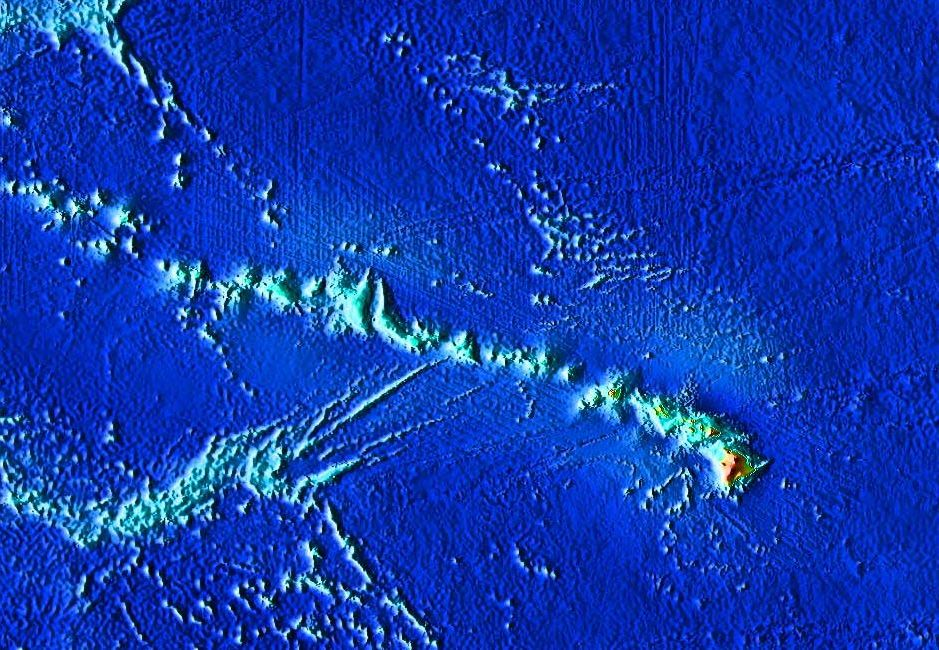
La cadena submarina Hawaii–Emperador, fent zoom sobre les actuals illes habitables.

L'edat més antiga de les muntanyes submarines Emperador és de 81 milions d'anys i prové de la muntanya submarina de Detroit. Tot i això, l'atoló de Meiji, situat al nord de la muntanya submarina de Detroit, és probablement una mica més antic.
El 1963, el geòleg John Tuzo Wilson va plantejar la hipòtesi dels orígens de la cadena submarina Hawaii-Emperador, explicant que van ser creats per un punt calent de l'activitat volcànica, que era essencialment estacionari, com la placa tectònica del Pacífic, deriva en direcció nord-oest, deixant un rastre de cada vegada més erosionades illes volcàniques i fons marins al seu abast. Una feixa altrament inexplicable a la cadena marca un canvi en el moviment de la placa del Pacífic fa uns 47 milions d'anys, des del nord cap a una direcció més al nord-oest, i el canvi de direcció s'ha presentat en textos de geologia com a exemple de com una placa tectònica pot canviar de direcció sobtadament. Una ullada al mapa USGS sobre l'origen de les Illes Hawaii mostra clarament aquest "punt de llança".
En un estudi més recent, Sharp i Clague (2006) interpreten que la flexió es va produir fa uns 50 milions d'anys. També conclouen que la flexió es formava a causa d'una causa "tradicional": un canvi en la direcció del moviment de la placa del Pacífic.
Tot i això, recents investigacions demostren que el punt de mira en si mateix pot haver-se mogut amb el temps. Algunes evidències provenen de l'anàlisi de l'orientació de l'antic camp magnètic conservat per magnetita en antics fluxos de lava mostrejats a quatre muntanyes (Tarduno et al., 2003): aquesta evidència del paleomagnetisme mostra una història més complexa que la visió comunament acceptada d'un punt calent estacionari. Si el punt d'accés havia estat per sobre d'un plomall del mantell fix durant els últims 80 milions d'anys, la latitud com es registra per l'orientació de camp magnètic antiga preservada per magnetita (paleolatitud) ha de ser constant per a cada mostra; això també hauria de significar el refredament original a la mateixa latitud que la ubicació actual del punt de partida hawaià. En lloc de mantenir-se constants, les paleolatituds de les muntanyes submarines de l'Emperador mostren un canvi de nord a sud, amb l'edat decreixent. Les dades paleomagnètiques dels fons marins de la cadena submarina de l'Emperador suggereixen el moviment del punt calent hawaià al mantell de la Terra. Tarduno et al. (2009) han resumit l'evidència que la flexió de la cadena submarina pot ser causada per patrons de circulació del mantell sòlid que flueix (mantell "vent") en lloc d'un canvi en el moviment de la placa.

## Envelliment
La cadena ha estat produïda pel moviment de la escorça oceànica sobre el punt calent, un aflorament de roca calenta del mantell de la Terra. A mesura que l'escorça oceànica es mou, els volcans més allunyats de la seva font de magma i les seves erupcions es tornen menys freqüents i menys potents fins que finalment deixen d'erupcionar-se del tot. En aquest punt, l'erosió del volcà i la subsidència del fons marí fan que el volcà disminueixi el seu volum gradualment. A mesura que el volcà s'enfonsa i s'erosiona, primer es converteix en una illa d'atol i després un atol. Si hi ha més enfonsament, el volcà arriba a sota de la superfície del mar, i esdevé una muntanya submarina o un guyot.